# Euproctis labeculoides
Euproctis labeculoides är en fjärilsart som beskrevs av Embrik Strand 1914. Euproctis labeculoides ingår i släktet Euproctis och familjen tofsspinnare. Inga underarter finns listade i Catalogue of Life.